# المتحف الأثري بسوسة
المتحف الأثري بسوسة هو متحف تونسي تأسس في 1951 ويقع في مدينة سوسة، والتي كانت قديما حضرموت. يستضيف المتحف أكبر مجموعة فسيفسائية في تونس بعد المجموعة الموجودة في المتحف الوطني بباردو.

## التاريخ
تم تأسيس المتحف الأثري بسوسة في 1951، ويحتل جزءا من القصبة القديمة التي بنيت بدورها في القرن التاسع والتي تقع في مدينة سوسة العتيقة المدرجة على قائمة مواقع التراث العالمي. يعوض المتحف بناية أخرى صغيرة كانت توجد في الحي الأوروبي.

## المجموعات
يحتوي المتحف على مجموعة هامة من الفسيفساءات الرومانية التي تغطي الفترة بين القرن الثاني والقرن الرابع، وكذلك على عدة قطع وتماثيل صغيرة من الطين النضيج واللوحات التذكارية والفخار والمرفقات الجنائزية، المتأتية من الحفريات الأثرية التي أقيمت في المواقع الأثرية في منطقة الساحل التونسي، خاصة المدن القديمة لحضرموت (أساسا دواميس سوسة)، الجم وسلقطة.

من بين أجمل القطع الفسيفسائية يوجد فسيسفاء رأس ميدوسا التي ترجع للقرن الثاني، والتي تمثل هذا الكائن الميثولوجية بديكور حرشفي مشع مذكرا بالسلطة المنومة لميدوسا. يمكن اعتبار فسيفساء انتصار باخوس كأجمل قطعة في المتحف، أين نرى إله النبيذ الروماني على عربة محاطا بالنصر والنساء، وأيضا زيوس الذي يأخذ غانيمادس في شكل عقاب.

المتحف مفتوح يوميا ماعدا الإثنين، وذلك من التاسعة صباحا إلى منتصف النهار، ثم من الساعة الثالثة إلى السابعة مساءا. أغلق في 2011 وذلك حتى 9 يونيو 2012 وذلك في إطار إعادة هيكلة واسعة وترميم وتوسعة للمتحف وإضافة فضاء للمعارض المؤقتة وفضاءات تعليمية.

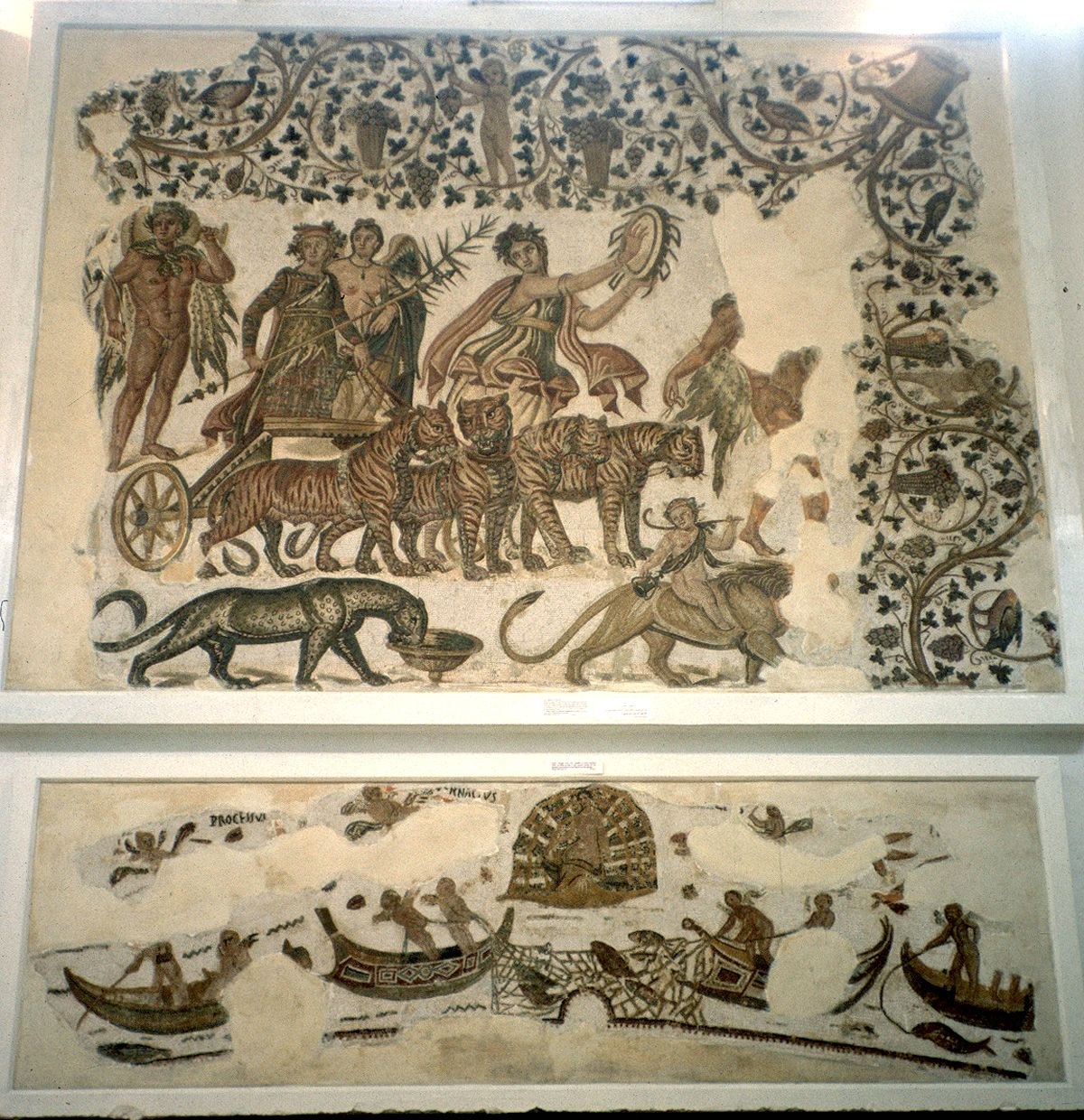
انتصار باخوس.
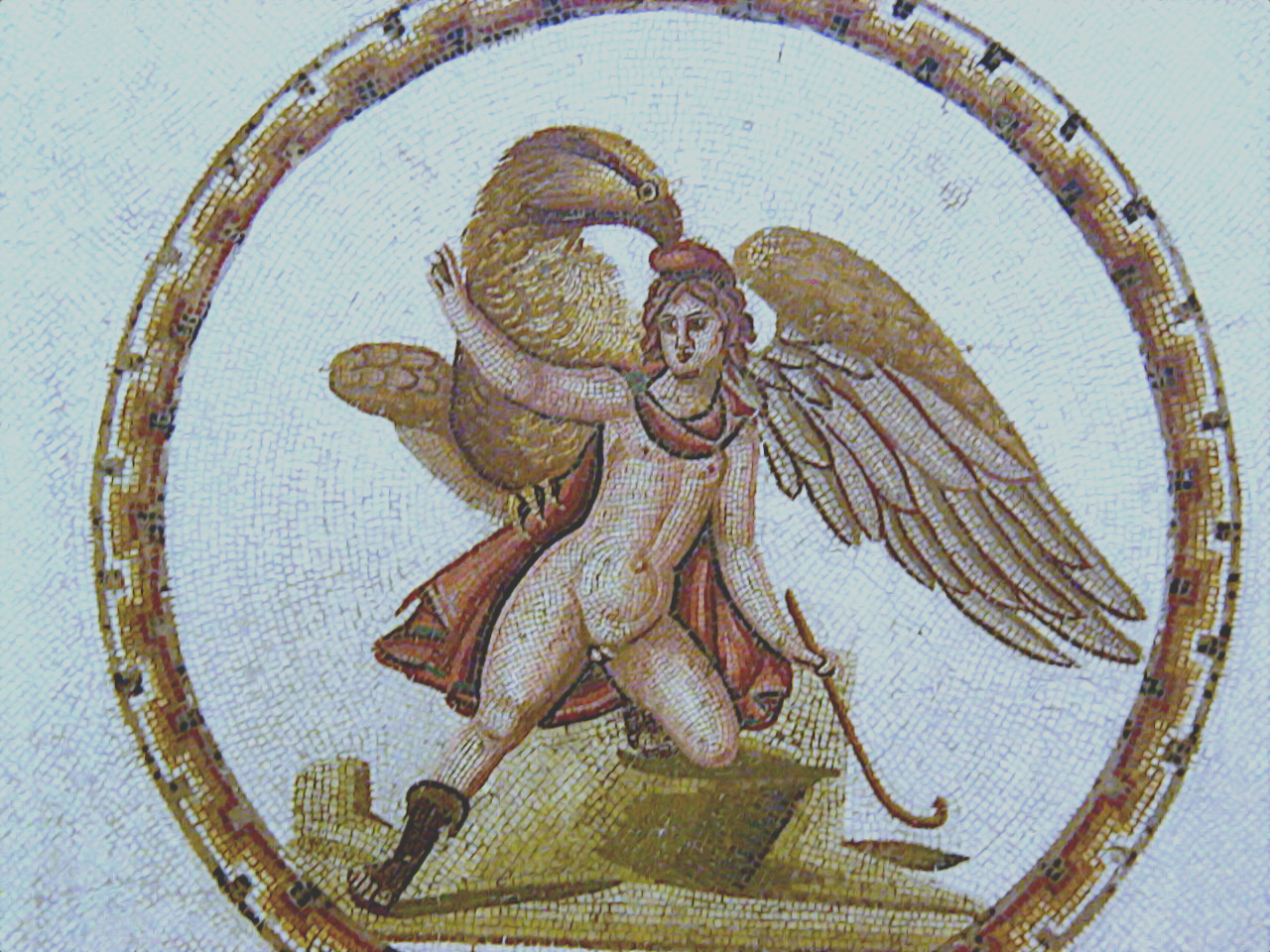
زيوس آخذا غانيمادس.
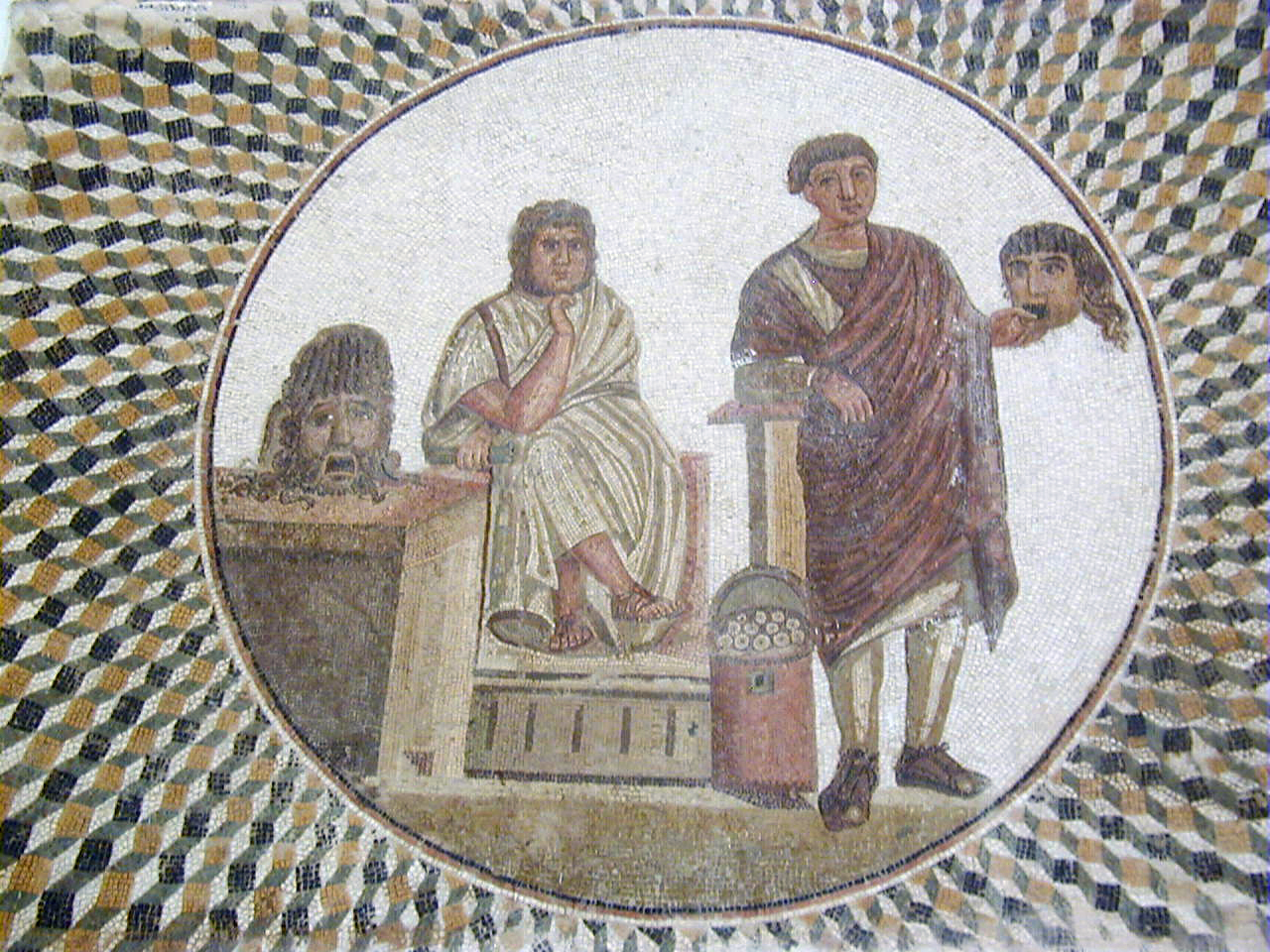
أقنعة المسرح.
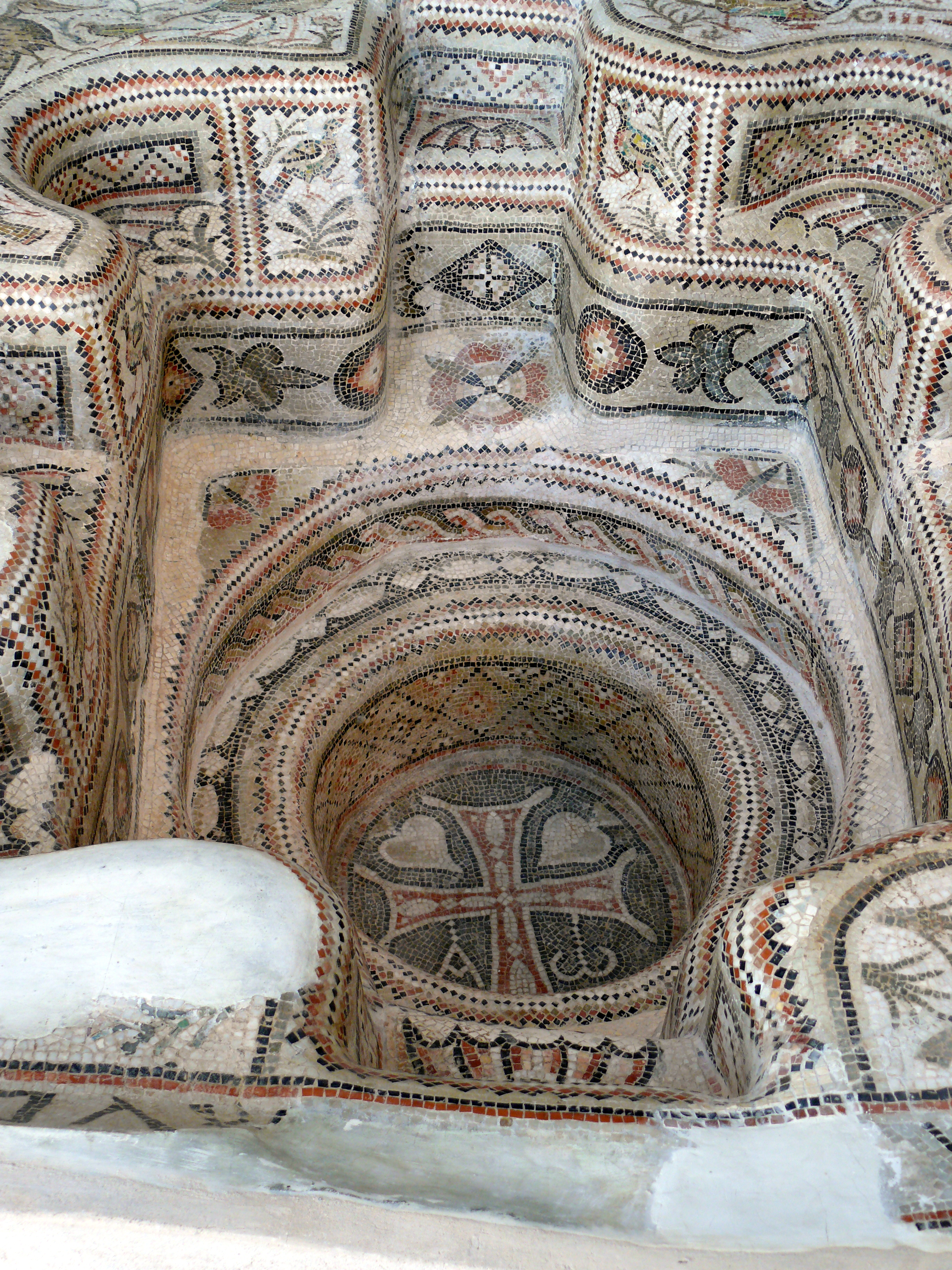
جرن المعمودية من العصر البيزنطي (القرن السابع)

## روابط خارجية
- المتحف الأثري بسوسة على موقع وكالة إحياء التراث والتنمية الثقافية.
- برنامج متاحف تونسية: متحف سوسة على يوتيوب بث في قناة الوطنية 2.